# Németh József (építész)
Németh József (Kaposvár, 1938.–) okleveles építész.

## Szakmai tevékenysége
Építészmérnöki oklevelének száma: 1934/1961. Munkáját többször ismerték el "Kiváló dolgozó" kitüntetéssel.  2011-ben a Budapesti Műszaki és Gazdaságtudományi Egyetem Szenátusa aranydiploma adományozásával ismerte el értékes mérnöki tevékenységét.
1961-től a Somogy megyei Tanács Tervosztályán terv felülvizsgálati és műszaki ellenőri tevékenységet folytatott. 1963 és 1970 között a Somogy megyei Tanácsi Építőipari Vállalatnál egy évig műszaki osztályvezető. Egy év után főmérnöki kinevezést kapott. Tevékenysége alatt jelentős épületek valósultak meg. 1970 és 1972 között a Mezőgazdasági Beruházási Vállalat Somogy megyei Kirendeltségén dolgozott irányító statikus tervezőként. 1972 és 1983 között a SZÖVTERV Somogy megyei irodájának irodavezetője. Munkáját többször ismerték el "Kiváló dolgozó" kitüntetéssel. 
1968-tól magántervezői munkákat vállalt. 1983-tól 1993-ig a TEVSZÖV Kisszövetkezetnél tervezési és műszaki vezetői feladatokat látott el, mint a kisszövetkezet elnöke. 1993-tól napjainkig a N-ÉP Magasépítő Bt. Ügyvezetője. 1998-ban nyugdíjba vonult. Szívesen foglalkozik gipszdíszítéssel, mellyel családi hagyományokat őriz. 2008-ban műszaki ellenőri és műszaki vezetői OKJ vizsgát tett, 2009-ben pedig elvégezte a Passzívház Egyetem tanfolyamot, majd épületenergetikai szakértői vizsgát tett.

## Szakmai-, társadalmi elismerései
- Munkáját többször ismerték el "Kiváló dolgozó" kitüntetéssel.